# Socks (gato)
Socks (Little Rock, março de 1989 - Hollywood, Maryland, 20 de fevereiro de 2009) foi o gato da família do ex-presidente dos Estados Unidos Bill Clinton e foi conhecido nos Estados Unidos e no mundo como o "primeiro gato".
Socks foi adotado em 1991 por Chelsea Clinton, em Little Rock no Arkansas, onde a Família Clinton morava.
Depois que Bill foi eleito presidente, ele foi com sua família para a Casa Branca em Washington, D.C.. Até 1995 era único animal de estimação na Casa Branca. O gato tinha muitos fãs, como Hilary Clinton disse em um de seus livros.
Hilary e Bill fizeram declarações dizendo que Socks era inimigo mortal de Buddy, que foi o Cão Oficial dos Estados Unidos. Quando o segundo mandato de Bil Clinton acabou, Buddy se mudou com a família enquanto Socks foi morar com a secretária do presidente Clinton.
Desde o final do mandato de Bill em 2001, Socks estava sob os cuidados de Betty Currie, a secretária aposentada de Bill, em Hollywood, Maryland. Em dezembro de 2008, a saúde de Socks tinha se agravado devido a um câncer. Socks foi sacrificado em 20 de fevereiro de 2009.

## Literatura
- Michael O'Donoghue, Jean-Claude Suares: Socks Goes to Washington: The Diary of America's First Cat; 1993, ISBN 1-56566-042-0 (dt.: Kater Socks geht nach Washington. The Diary of America's First Cat. München 1993 ISBN 3-426-73019-7)
- Hillary Rodham Clinton: Dear Socks, Dear Buddy: Kids' Letters to the First Pets; 1998, ISBN 0-684-85778-2